# نهر يوغ

خريطة حوض دفينا الشمالي، يظهر من خلالها نهر يوغ.

يوغ (بالروسية: Юг)‏ هو نهر في يقع في كيشمينغسو-غوروديتسكي، نيكولسكي، ومناطق فيليكوستيوجسكي من منطقة فولوغدا، وفي منطقة بودوسينوفسكي من كيروف أوبلاست في روسيا. يبلغ 574 كيلومتر (357 ميل) ومساحة حوضه 35,600 كيلومتر مربع (13,700 ميل2). ينضم يوغ إلى نهر سوخونا بالقرب من بلدة فيليكي أوستيوغ، مكونًا نهر دفينا الشمالي، أحد أكبر أنهار روسيا الأوروبية.

## التسمية
على الرغم من حقيقة أن اسم النهر مطابق للكلمة الروسية التي تعني «الجنوب»، فإن الاسم له أصول فنلندية - أوغرية، وينشأ من الكلمة الكومية (ju)، التي تعني «ماء».

## الملاحة
يقع منبع نهر يوغ في الجزء الجنوبي من منطقة كيشمينغسو-غوروديتسكي، جنوب قرية كاليبليخا. يتدفق النهر إلى الجنوب الغربي، ويدخل منطقة نيكولسكي، ويمتد على طول الطريق تقريبًا إلى حدود كوستروما أوبلاست، ويتحول بشكل حاد إلى الشمال الغربي. تقع بلدة نيكولسك على ضفتي نهر يوغ، وفي أعلى المنبع من نيكولسك، أصبح الوادي مكتظًا بالفعل. نهر يوغ صالح للملاحة، على الرغم من عدم وجود نقل للركاب باستثناء العديد من معابر العبارات.

## تاريخ
في القرنين الرابع عشر والخامس عشر، كان المسار العلوي ليوغ، حول نيكولسك، منطقة متنازع عليها بين دوقية موسكو الكبرى وجمهورية نوفغورود. سيطرت نوفغورود على الجزء الأكبر من الشمال الروسي، وعلى وجه الخصوص، جميع المناطق على طول سوخونا، بينما سيطرت موسكو على فيليكي أوستيوغ، التي ورثتها عن إمارة فلاديمير سوزدال. كان يوغ الممر المائي الذي استخدمته موسكو للوصول إلى فيليكي أوستيوغ. في نهاية القرن الخامس عشر، تم إلحاق نوفغورود بدوقية موسكو الكبرى، وأصبح نيكولسك أحد النقاط الرئيسية في الطريق من موسكو إلى البحر الأبيض، والذي كان حتى عام 1703 الطريق الرئيسي للتجارة الخارجية في روسيا. على وجه الخصوص، تم استخدام المرفأ في نيكولسك لنقل البضائع.